# フランスベッド
フランスベッド株式会社は、家庭用ベッド・医療用ベッドを取り扱う日本のベッドメーカー。

## 概要
社名からフランスで発足した会社、あるいはフランス製のベッドを輸入販売する会社と思われがちであるが、元々は車両シートの製造工場として創業しており、フランスとは一切関係ない。社名の由来は、寝具事業に参入して間もない頃、背もたれを倒してソファと兼用できるベッドの商品名を社内で公募したところ、「フランスがなんとなくお洒落だから」という軽い理由だったが、「フランスベッド」という語感が良い、と採用され、大ヒットしたことがきっかけである。
みどり会の会員企業であり三和グループに属している。

## 沿革
- 1949年（昭和24年）- 創業者である池田実が、車両シートの製造工場として双葉製作所を創立。
- 1952年（昭和27年）- 株式会社双葉製作所に改組。
- 1956年（昭和31年）- 分割式ソファベッド「フランスベッド」を開発・発売する。
ベッドの名称は、社員から公募し、その中から、創業者が「フランスベッド」と決定[4]。
- 1961年（昭和36年）- フランスベッド株式会社に商号変更。
- 1966年（昭和41年）- 東京、名古屋、大阪各証券取引所、市場第一部に上場。
- 2004年（平成16年）3月 - フランスベッドホールディングス株式会社の子会社となる。
- 2009年（平成21年）4月 - フランスベッドホールディングスの子会社である、フランスベッドメディカルサービス株式会社を吸収合併。
- 2011年（平成23年）- 本社を百人町から西新宿の新宿スクエアタワーに移転。

## 提供番組

### 現在
出典：
- NEWS ZERO (日テレ系、2024年4月から)
- 所さんお届けモノです! (MBS制作・TBS系）
- オールナイトニッポン（ニッポン放送、火曜スポンサー、レギュラー番組は「星野源のオールナイトニッポン」）
- 森本毅郎 スタンバイ!（TBSラジオ）
- おはようパーソナリティ小縣裕介です（ABCラジオ）
- おはようパーソナリティ古川昌希です（ABCラジオ）

### 過去
- エスカレーションクイズ「対決!1対10」（フジテレビ）
- クイズ・キングにまかせろ!（フジテレビ）

※上記の『エスカレーションクイズ』のリニューアル版。「賞品が1000万円相当のマンション」ということで問題となる。
- SOSドキドキクイズ（フジテレビ）

※『キングにまかせろ』の次番組。
- 火曜ワイドスペシャル（フジテレビ）
- フジテレビ系列日曜20時枠
  - オールスター家族対抗歌合戦
  - ザ・サンデー -THE SUNDAY-
  - TVハッカー
  - 七人のHOTめだま
  - ニュースバスターズ
  - なんてったって好奇心
- さんまのナンでもダービー（テレビ朝日）
- 徹子の部屋（テレビ朝日）
- ニュースステーション（テレビ朝日）
- 報道ステーション（テレビ朝日）
- 健康家族ABC（東京MXテレビ）
- JNN報道特集（TBS）
- スーパースペシャル（日本テレビ）
- プレイガール（テレビ東京）
- サンデーLIVE!!（テレビ朝日・ABCテレビ・名古屋テレビ共同制作） - 一時期、現在は競合他社が提供。
- 新婚さんいらっしゃい!（ABC制作・テレビ朝日系列）
- たけしの健康エンターテインメント!みんなの家庭の医学（ABC制作・テレビ朝日系列）[注釈 1]。
- イッポウ（CBCテレビ、水曜スポンサー）
- ごきげんライフスタイル よ〜いドン!（関西テレビ）（木曜スポンサー）
- 報道ステーションSUNDAY（テレビ朝日、ローカル提供）

※2015年4月より番組放送時間変更に伴いローカル枠が前半に移動。2015年3月29日までは番組中盤に提供していた。
- 主治医が見つかる診療所（第2期）（テレビ東京系）

※編成上の都合により「YOUは何しに日本へ?」の拡大版や「世界ナゼそこに?日本人」の拡大版に振替されることもある。
- 知っとこ!（MBS制作・TBS系）
- サタデープラス（MBS制作・TBS系）
- 朝の!さんぽ道（テレビ東京系）

※放送回によって提供する場合としない場合がある。
- クイズ!脳ベルSHOW（BSフジ）（金曜スポンサー）
- プレバト!!（MBS制作・TBS系）
- スーパーJチャンネル（テレビ朝日、ローカル提供、月曜スポンサー）
- ワイドナショー（フジテレビ制作・関西テレビ、ローカル提供）
- キャッチ!（中京テレビ、月曜スポンサー）
- めんたいワイド（福岡放送、木曜スポンサー）
- プライムオンラインTODAY（BSフジ、火曜・木曜スポンサー）
- 噂の!東京マガジン（BS-TBS）
- 朝もは早よから芦沢誠です（ABCラジオ）

## CM
- TV - 介護支援ベッド 吉沢京子（数年前でいったん降板）

※以前（1985年（昭和60年）頃）は元ピンク・レディーのMIEをイメージガールにし、カタログ等にスナップが載っていた。
現在はナレーションメインによるCMやフランスベッドの社員と一般人女性を起用したCMが流れている。時期によりタケ小山を起用したCMが流れることもあり。

## 兵庫工場
所在地：兵庫県丹波市山南町梶7
正門入口前に山南町合併十五周年記念事業によって建立された東経135度日本標準時子午線標識の石碑と日時計が設置されている。
（設置昭和47年5月10日）